# Сент Џејкоб (Илиноис)
Сент Џејкоб (енгл. St. Jacob) град је у америчкој савезној држави Илиноис.

## Демографија
По попису из 2010. године број становника је 1.098, што је 297 (37,1%) становника више него 2000. године.
| Група             | 2000.       | 2010.         |
| Белци             | 777 (97,0%) | 1.047 (95,4%) |
| Афроамериканци    | 0 (0,0%)    | 8 (0,7%)      |
| Азијати           | 3 (0,4%)    | 0 (0,0%)      |
| Хиспаноамериканци | 14 (1,7%)   | 34 (3,1%)     |
| Укупно            | 801         | 1.098         |